# Ясенево (бывшее село, Москва)
Ясенево — бывшее село, вошедшее в состав Москвы в 1960 году. Располагалось на территории современного района Ясенево.

## Название
По мнению географа Е. М. Поспелова, название села, вероятнее всего, связано с предполагаемым некалендарным личным именем Ясень. Менее вероятно образовано от названия дерева ясень.
В разное время село называлось Ясенье, Ясиновское, Ясеневское, Ясиново.

## История
Ясенево впервые упоминается в духовной грамоте великого князя Ивана Калиты 1336 года, как село Ясиновъское. В грамотах XV века — Ясеневское. В 1504 году впервые встречается форма Ясенево.
После смерти Ивана Калиты село Ясенево стало принадлежать его сыну Андрею, а затем его внуку — Владимиру Андреевичу.
В начале XV века, после смерти Владимира Храброго в 1410 году, хозяином Ясенева стал его младший сын Василий Перемышльский. Он погиб от чумы в 1427 году вместе со всеми братьями. Село перешло к единственному внуку Владимира Храброго — Василию Ярославичу, который постоянно участвовал в военных походах и не занимался своим подмосковным селом. В июле 1456 году Василий Ярославич был сослан в Углич сторонниками Василия Темного, затем был переведен в Вологду, где и умер. Все владения опального князя были конфискованы.
В 1462 году после смерти Василия Темного владельцем Ясенева стал его сын Андрей Васильевич Меньшой. Он скончался бездетным в 29 лет, после этого село отошло к его брату — князю Борису Волоцкому, а затем сыновьям Бориса — Федору и Ивану Борисовичам.
В 1497 году великий князь Иван III решил забрать все подмосковные владения своих родственников себе, в том числе и Ясенево. В 1504 году он завещал село Ясенево своему младшему сыну Андрею. Годы правления Василия III были благополучными для князя Андрея, однако во время правления вдовы Василия III Елены Глинской князь впал в немилость и был посажен в тюрьму вместе с женой и маленьким сыном Владимиром.
Когда к власти пришел Иван IV Владимира с матерью освободили, им вернули все владения, включая Ясенево, там они устроили свой двор. Однако в 1566 году Иван Грозный вновь отобрал село, чтобы завещать его наследнику престола Ивану Ивановичу, погибшему позднее от руки своего отца.
В первой трети XVII века патриарх Филарет построил в Ясеневе деревянную церковь во имя Веры, Надежды, Любови и матери их Софьи. После кончины патриарха село недолгое время принадлежало одному из близких ему людей.
Затем хозяином стал боярин Алексей Михайлович Львов. При нём началось обустройство имения, была построена колокольня, в 1646 году в селе насчитывалось 32 двора. Здесь также находилась церковь Знамения Пресвятой Богородицы.
После смерти Львова в 1656 году село Ясенево вернулось в Дворцовое ведомство. Царь Алексей Михайлович построил в 1674 году новую Знаменскую церковь рядом с деревянной. Вот её описание:

«…село Ясинево на пруде, а в нём церковь Знамения Пресвятой Богородицы деревянная, верх шатровый, с папертью, да у той церкви церковь другая во имя святыя великомученицы Софьи, да по правую сторону церкви внизу придел Николая Чудотворца, на паперти лестница всходная, а под нижним рундуком верх шатровый; настоящая церковь и нижние церкви, алтарь и придел и паперть крыты тесом, а кресты обиты белым железом, строение великого государя, а строена 182 году (1674); у церкви той двери деревянные створчатые».
В 1678 году в селе было два сада, воловий двор, проживало 62 человека.
При Петре I владельцем села был отец царицы Евдокии — Федор Авраамович Лопухин, который после ссылки дочери в монастырь тоже впал в немилость и был отправлен в ссылку. Хозяином Ясенева стал его сын Авраам Федорович, он также был в центре правительственных заговоров и бежал за границу в 1716 году. После возвращения в Россию в 1718 году его приговорили к смертной казни, все владения были конфискованы.
В 1725 году взошедшая на престол Екатерина I подарила село гофмаршалу Дмитрию Андреевичу Шепелеву, который в дальнейшем стал генерал-аншефом и строителем Зимнего дворца в Санкт-Петербурге.
Сыновья Авраама получили право на наследство только после воцарения Петра II, село досталось старшему из братьев — Федору Авраамовичу. При нём в Ясеневе начались строительные работы, в результате которых была перестроена усадьба, был разбит парк во французском стиле, с беседками, устроены пруды, оранжерея. Была построена каменная церковь Петра и Павла.
В XVIII веке после смерти Федора Лопухина село сначала принадлежало его вдове, а затем перешло князьям Гагариным. В первой половине XIX в. при Сергее Ивановиче Гагарине в селе появилась ферма для разведения тонкорунных овец.
Всю вторую половину XIX века селом владела его дочь — Мария Сергеевна Бутурлина. В то время Ясенево было крупнейшим селом в Подмосковье, в 1874 году в нём было 119 дворов, которые через 10 лет увеличились до 150. На 639 жителей село располагало двумя земскими училищами, шестью лавками, большим кирпичным заводом. В 1902 году хозяевами села стали сыновья Бутурлиной, они владели имением до Октябрьской революции.

### В составе Москвы
Село вошло в состав Москвы в 1960 году, и стало районом массовой жилой застройки.
Топоним сохранился в названиях: Новоясеневский проспект, Новоясеневский тупик, станция метро «Ясенево», район Москвы Ясенево, станция метро «Новоясеневская», автостанция Новоясеневская.

## Достопримечательности
- Усадьба Ясенево
- Храм Петра и Павла в Ясеневе